# Зубрицька (пам'ятка природи)
Зубри́цька — пралісова пам'ятка природи місцевого значення в Україні. Розташована в межах Східницької селищної громади Дрогобицького району Львівської області, на південь від села Зубриця.
Площа 26 га. Статус присвоєно згідно з рішенням Львівської обласної ради від 12.03.2019 № 816. Перебуває у віданні ДП «Турківський лісгосп» (Зубрицьке лісництво, кв. 41, вид. 10, 13).
Статус присвоєно з метою збереження унікальних залишків корінного природного старовікового лісу (пралісу). Територія пам'ятки природи розташована в межах Сколівських Бескидів.